# Drosera stelliflora

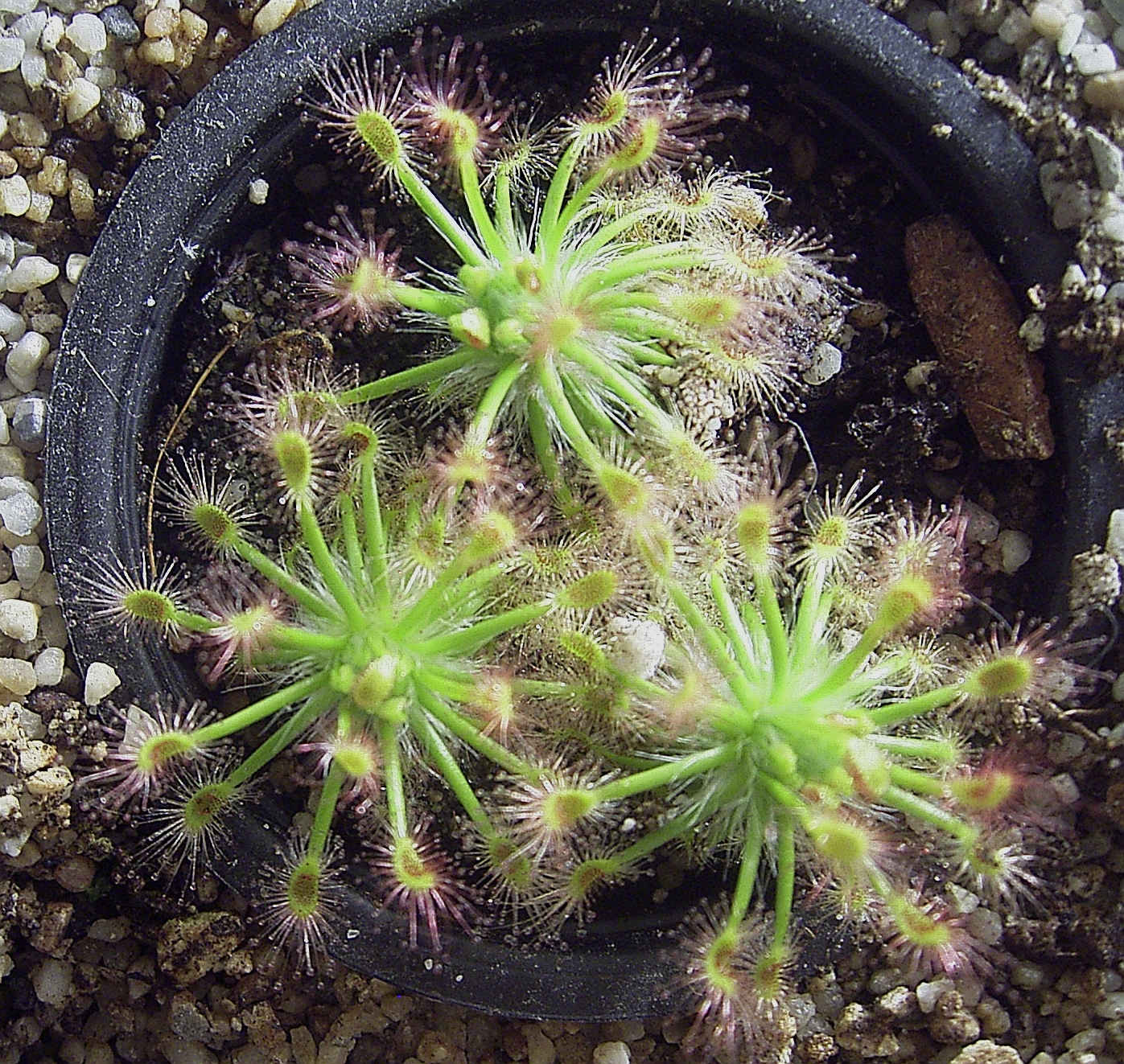
Une drosera stelliflora

Drosera stelliflora est une espèce de plante carnivore appartenant à la famille Droseraceae. C'est une plante vivace et terrestre de 2,5 centimètres de diamètre. Ses feuilles sont de formes elliptiques et mesurent 2,5 millimètres de long pour 1,3 millimètres de large. Ses hampes florales font en moyenne 4 centimètres de haut, portant plus de 40 petites fleurs de 4 millimètres de diamètre.

## Milieu naturel
Elle pousse uniquement en Australie. Elle aime les climats types méditerranéen.

## Prédateurs, parasites et maladies
Ses principaux prédateurs et parasites sont les pucerons et les botrytis.